# رادییوف (ناحیه هودونین)
رادییوف (به چکی: Radějov) یک منطقهٔ مسکونی در جمهوری چک است که در ناحیه هودونین واقع شده‌است. رادییوف ۲۴٫۱۱ کیلومتر مربع مساحت و ۸۱۷ نفر جمعیت دارد و ۲۳۶ متر بالاتر از سطح دریا واقع شده‌است.